# 8-Оксогуанин
8-Оксогуани́н (8-гидроксигуанин, OH8Gua) — органическое соединение, азотистое основание, один из наиболее распространённых продуктов окисления ДНК, который способен приводить к образованию ошибочно спаренных нуклеотидов с аденином. Это может вызывать мутационные замены в геноме G на T или C на A. К образованию 8-оксогуанина может приводить ионизирующее излучение вместе с окислительным стрессом. У человека 8-оксогуанин репарируется ДНК-гликозилазой OGG1.

## В патологии
Как компонент 8-оксо-2′-дезоксигуанозина 8-оксогуанин играет роль в развитии рака и в процессе старения. Оксогуанингликозилаза участвует в удалении 8-оксогуанина в процессе репарации ДНК. Недостаточность этого фермента приводит к накоплению 8-оксогуанина в ДНК. Это, в свою очередь, может приводить к мутациям при репликации ДНК, что повышает риск образования опухолей и мужского бесплодия. Образование 8-оксогуанина происходит в результате окислительного стресса.

## В диагностике
Увеличенная концентрация 8-оксогуанина в организме связано с повышенным риском мутагенеза и онкогенеза. 